# 人民保護部隊

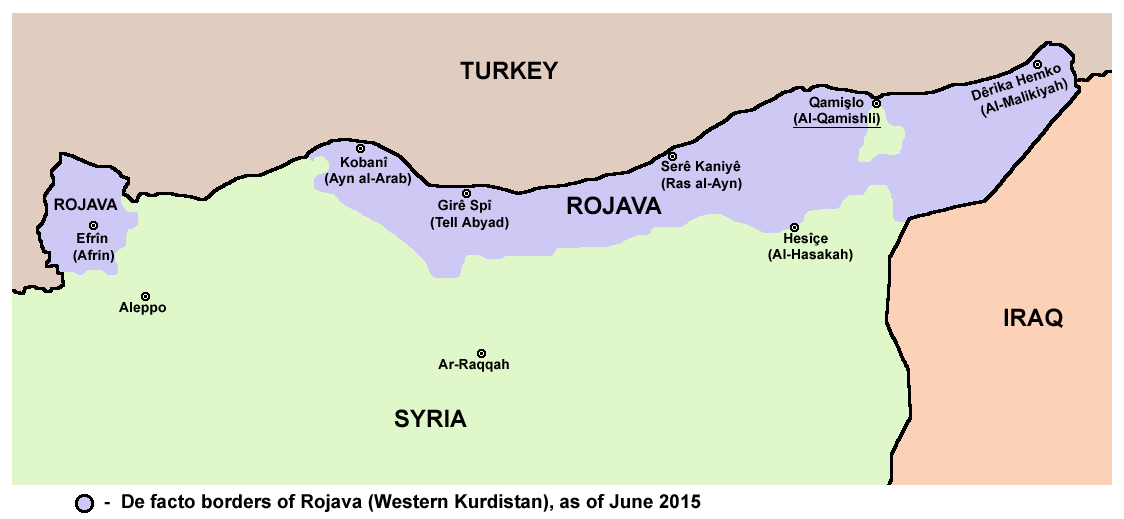
2015年6月被人民保衛軍控制的西庫德斯坦區域以淺藍色標示

人民保護部隊（缩写为YPG）是敘利亞庫爾德人政党民主聯盟黨（PYD）的下属军事组织。 這支部隊成立初期，在敘利亞內戰中採取守勢，對抗其它試圖佔據敘利亞庫爾德族地區的非庫爾德族武裝。其後，人民保護部隊開始進攻被伊斯蘭國佔領及主要由阿拉伯人居住的敘利亞其它地區。
2012年7月，人民保護部隊逐走駐守科巴尼的敘利亞政府軍，並奪取阿穆達和阿夫林。至2012年12月，人民保護部隊已擴充至8個旅。
人民保護部隊自從逐走艾因角的聖戰分子後，與伊斯蘭主義武裝分子開始了衝突。
2014年，人民保護部隊與自由敘利亞軍合作，對抗拉卡省的伊斯蘭國武裝。到2015年，人民保衛軍的兵力約有25,000人；自由敘利亞軍和一些伊斯蘭主義武裝團體反對人民保衛軍進佔阿拉伯人居住地區，他們指控人民保護部隊在佔領的村莊驅逐阿拉伯人。
人民保护部队有一支对应的专由女性组成的部队：妇女保护部队。
人民保護部隊是2015年10月成立的「敘利亞民主力量」的成員之一。
人民保護部隊是一支輕型步兵部隊，軍事裝備有限，裝甲車輛也很少。據土耳其國營阿納多盧通訊社報導，美軍提供了7.15億美元的武器裝備援助，提供的重型武器包括TOW美國反坦克導彈。

## 2016：幼發拉底之盾行動
2016年8月24日，土耳其展開名為「幼發拉底之盾行動」的軍事攻勢，土耳其軍隊協助親土耳其武裝分子奪取敘利亞北部邊境城鎮傑拉布盧斯後，開始攻擊附近的人民保护部队控制區。